# ماك برايس
ماك برايس (بالإنجليزية: Mac Price)‏ هو دبلوماسي وسياسي نيوزلندي، ولد في 25 مايو 1948، وتوفي في 8 يناير 2003.